# Rebekah Bradford
Rebekah Bradford (ur. 30 kwietnia 1983 w Apple Valley, Minnesota, Stany Zjednoczone) – amerykańska łyżwiarka szybka.
Startowała na Igrzyskach w Vancouver. W biegu na 1000 metrów zajęła 29. miejsce.